# Abbir Germaniciana
Abbir Germaniciana ou Abbir Cella était une cité d'Afrique proconsulaire, plus précisément de la province de Byzacène, sur le territoire de l'actuelle Tunisie. La cité a été identifiée au site de Henchir en Naam. C'est aussi un siège titulaire de l'Église catholique.

## Siège titulaire
Il hérite de l'évêché dans la ville antique de Germaniciana.

### Titulaires du siège pendant l'Antiquité
- Cyprien de Carthage (250)
- Successus (258)
- Annibonius (411)
- Candidus (416–419)
- Felix (439–483)

### Titulaires du siège à l'époque contemporaine
| Évêques titulaires d'Abbir Germaniciana |                           |                                                      |                 |                  |
| Num                                     | Nom                       | Administration                                       | de              | à                |
| 1                                       | Paul Bouque SCI           | Évêque émérite de Nkongsamba (Cameroun)              | 16 juin 1964    | 11 août 1976     |
| 2                                       | Aloísio Sinésio Bohn (de) | Évêque auxiliaire à Brasilia (Brésil)                | 27 juin 1977    | 13 février 1980  |
| 3                                       | Hermann Josef Spital (de) | Évêque auxiliaire à Münster (Allemagne)              | 15 octobre 1980 | 24 février 1981  |
| 4                                       | Leo Schwarz (de)          | Évêque auxiliaire à Trèves (Allemagne)               | 4 janvier 1982  | 26 novembre 2018 |
| 5                                       | Gerhard Schneider (de)    | Évêque auxiliaire à Rottenburg-Stuttgart (Allemagne) | 16 avril 2019   |                  |